# Pleurat (fill de Genci)
Pleurat  (en grec antic: Πλεύρατος, llatí: Pleuratus) fou un príncep il·liri fill del rei Genci, que va regnar entre el 180 aC i el 168 aC.
Va ser fet presoner juntament amb el seu pare i portat a Roma, on va participar com a trofeu al triomf del seu vencedor, el pretor Luci Anici Gal, segons que diu Titus Livi.